# Hybozelodes acuticornis
Hybozelodes acuticornis är en tvåvingeart som beskrevs av Carrera 1945. Hybozelodes acuticornis ingår i släktet Hybozelodes och familjen rovflugor. Inga underarter finns listade i Catalogue of Life.